# Jardín de los Derechos Humanos
El jardín de los Derechos Humanos (en catalán: Jardí dels Drets Humans) se encuentra en la Zona Franca, en el Distrito de Sants-Montjuïc de Barcelona. El nombre proviene de la Declaración Universal de los Derechos Humanos, aprobada por la Organización de las Naciones Unidas el 10 de diciembre de 1948. Es un conjunto de garantías y derechos inalienables del ser humano reconocidos por todos los países miembros de la ONU, y está inspirada en las declaraciones estadounidense de 1776 y francesa de 1789.

## Descripción
El jardín se encuentra en el interior de una manzana de forma rectangular, donde antiguamente se hallaba una fábrica de lámparas de la marca Philips. Este espacio estaba destinado a zona de recreo para los trabajadores de la fábrica, y como tal fue diseñado en 1960 por la paisajista holandesa Van der Harst, esposa del director de la fábrica. En 2007 fue abierto al público tras una rehabilitación efectuada por el arquitecto municipal Jaume Graells, con ayuda del paisajista Nuno Almeida y del ingeniero Marc de Jaime, donde cabe destacar el trabajo en torno a la rehabilitación del lago existente y la utilización de técnicas de drenaje sostenible. Los elementos más distintivos del parque son un pequeño lago con una isleta con palmeras en el centro y una pista de patinaje. En su terreno se encuentra también la Biblioteca Francesc Candel. Asimismo, a lo largo de todo el perímetro del parque se halla un conjunto de 31 plafones de acero que acogen cada uno de los 30 artículos de la Declaración Universal de los Derechos Humanos, además de otro que incluye la poesía Como la Cigarra, de la argentina María Elena Walsh, dedicada a los desaparecidos de las dictaduras militares de Chile y Argentina. Cada uno de estos plafones es una caja metálica de acero corten, de un metro de altura, y son también puntos de luz por las noches, realizadas por la empresa catalana de iluminación y diseño Santa&Cole. La vegetación corresponde principalmente a la original de 1960, aunque durante su rehabilitación en 2007 para convertir este espacio en jardín público se plantaron especies nuevas. Muchos de los árboles que aquí se encuentran provienen de diferentes rincones de todo el planeta, ya que fueron adquiridos por la señora Van der Harst durante sus viajes alrededor del mundo. Destaca especialmente una gran jacaranda, así como casuarinas, palmeras, almeces, tilos y olmos. En 2007 se incorporaron nuevos árboles y plantas de sotobosque, como plantas vivaces y trepadoras, y se aumentó la proporción de césped. También hay plantas herbáceas y aromáticas, agrupadas en parterres.